# Habenaria stylites
Habenaria stylites är en orkidéart som beskrevs av Heinrich Gustav Reichenbach och Spencer Le Marchant Moore. Habenaria stylites ingår i släktet Habenaria och familjen orkidéer.

## Underarter
Arten delas in i följande underarter:
- H. s. johnsonii
- H. s. rhodesiaca
- H. s. stylites